# نقش متحرك (رسومات الحاسوب)

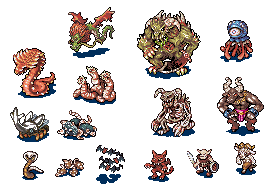

## الرسوم الحاسوبية (sprite animation)
إن كلمة Sprite في الرسوم الحاسوبية عبارة عن صورة ثنائية الأبعاد أو صورة متحركة يتم دمجها في مشهد أكبر حيث انه في البداية كانت عبارة عن إضافة اجسام رسومية بشكل منفصل من الذاكرة bitmap من عرض فيديو، اما الآن فانه يضم انماط متعددة من الاوراق الرسومية.
في الاصل كانت Sprites عبارة عن نمط لدمج bitmap غير متصلة لتظهر على انها جزء من الصورة النقطية لشاشة تخلق شخصية متحركة يمكن تحريكها على الشاشة كهذه Sprites يمكن انشائها عن طريق الدوائر الالكترونية أو البرامج.
في الدوائر الالكترونية يكون جهازSprite عبارة عن جهاز يوظف قنوات DMA لدمج عناصر بصرية مع الشاشة الرئيسية وبهذه الطريقة نعرض مصدرين منفصلين من الفيديو.
ومؤخرا يتم استخدام CSS sprite في تصميم المواضع الالكترونية كوسيلة لتحسين الاداء عن طريق دمج أعداد هائلة من الصور الصغيرة والايقوانات في صورة أكبر تسمى بـ ورقة Sprite واختيار أي أيقونة ليعرض على صفحة rendered .
بما أن الصور ثلاثية الأبعاد أصبحت أكثر انتشار جاءت Sprite ليتضمن صور مسطحة تتحول بسلاسة لمشاهد ثلاثية الأبعاد معقدة.

### التطبيقات
عادة ما تستخدم النقوش المتحركة للحروف والأجسام المتحركة الأخرى في ألعاب الفيديو. استخدمت أيضا لمؤشرات الفأرة ولكتابة الحروف على الشاشة. يمكن للنقوش المتحركة أن يغير حجمها أو تدمج إذا كانت الأجسام المتحركة أكبر من حدود النقوش المتحركة.
تستخدم النقوش المتحركة الموجودة في بيئة ثلاثية الأبعاد في اللافتات. توضع النقوش المتحركة ثلاثية الأبعاد في مواجهة الكاميرا، كما توضع اللافتات في وجه السائقين على الطريق السريع.هناك فائدتان لاستخدام اللافتات جمالية وفعالية بالأداء. معظم محركات تصيير ثلاثس الأبعاد يمكنها معالجة النقوش الثلاثية بسرعة أكبر من أنواع الأجسام الثلاثية الأخرى. لذلك من المحتمل أن نحصل على أداء مطور باستبدال الأجسام ببعض النقوش المتحركة التي يمكن تصييغها باستخدام texture mapped polygons.
```
جماليا النقوش المتحركة مطلوبة أحيانا لأنه من الصعب على polygons أن تكون ظاهرة حقيقة مثل النار. في مثل هذه الحالات، النقوش المتحركة ممكن أن تقدم لنا وهم أكثر جاذبية. 
```

النقوش المتحركة تستخدم أيضا من قبل الفنانين الرقميين المتوافريين على الشبكة، عادة ليتدربوا على إمكانية صنع صور أكثر تعقيداً باستخدام برامج كمبيوتر مختلفة وأيضا للترفيه. فنانو النقوش المتحركة يمكن أن ينشؤووا نقوشهم المتحركة الخاصة، أو يستخدموا ويعدلوا النقوش المتحركة الموجودة مسبقا (مصنوعة عادة من قبل فنانين آخرين أو مأخوذة من لعبة فيديو أو وسائط أخرى) حتى يقوموا بإنشاء الفنون أو الكرتون أو الرسوم المتحركة.

### برمجيات ال Sprite
معظم عتاد الكمبيوترات المنزلية من سنة 1980 تفتقد لدعم النقوش المتحركة. الشخصيات المتحركة أو كريات التعداد أو المؤشرات، الخ لالعاب الفيديو (بالاساس) تم تصييرها حصريا مع المعالج الدقيق بواسطة البرمجيات كجزء من ذاكرة شاشة الفيديو نفسها. من هنا جاءت برمجيات النقوش المتحركة.
هنالك طريقتان أساسيتان منفصلتان تستخدم لتصيير النقوش المتحركة بواسطة البرمجيات بالاعتماد على خصائص عتاد الحاسوب:
•	أقنعة الصورة الثنائية، تستخدم للأنظمة ذات صوان اطارات الفيديو لصورة جدول البتات. توظف لاستعمال قناع ثنائي اضافي لكل نقش متحرك لانشاء مساحات شفافة داخل النقش المتحرك.
• للون الشفاف، عادة تستخدم للأنظمة ذات الالوان المفهرسة. هذه الطريقة تعرف فهرس لون معين (عادة فهرس 0 أو 255) مع نمط عرض pallated مثل "اللون الشفاف.